# Krisztina Morvai
Krisztina Morvai (nacida el 22 de junio de 1963) es una abogada húngara. Fue elegida en la lista del partido político de extrema derecha Jobbik Magyarországért Mozgalom (Movimiento for una Hungría Mejor) en las elecciones parlamentarias europeas de 2009. Aunque Morvai no es miembro oficial del partido, este la declaró como su candidato para futuras elecciones presidenciales en Hungría. Morvai se encuentra entre las personas políticas más populares de su país.
Morvai nació en Budapest en 1963. Sus padres fueron Klári Fekete y Morvai Miklós. Tras sus estudios secundarios, ingresó a la Universidad Eötvös Loránd de Budapest, donde cursó estudios de derecho, obteniendo grado cum laude. Su formación de posgrado la orientó para ejercer como juez, pero en lugar de trabajar en este ramo, se dedicó a la enseñanza universitaria. En 1989 obtuvo una beca del gobierno británico para estudiar derecho avanzado en el Kings College de Londres, obteniendo una Maestría en Leyes. En 1993-1994 enseñó en los Estados Unidos, en la Universidad de Wisconsin-Madison, como becaria Fulbright. sus investigaciones se han dirigido al campo del derecho penal, referentes a la administración de justicia retrospectiva, a la cuestión del aborto, derechos de las víctimas en el procedimiento penal, la dignidad y los derechos de los seropositivos, el abuso y la explotación sexual, el problema de la prostitución, la discriminación y la violencia doméstica. Es autora del libro Terror una családban (Terror en la familia) que trata sobre violencia doméstica.
En los años 90, Morvai trabajó para la Comisión Europea de Derechos Humanos donde se sorprendió al descubrir que la Comisión espiaba a sus propios investigadores. En 2003-2006 fue miembro del Comité contra la discriminación de la mujer, de las Naciones Unidas
Morvai obtuvo atención internacional en varias ocasiones, sobre su rol en diversas cuestiones de derechos humanos. Como miembro de la ONU, defendió los derechos humanos de las trabajadoras sexuales y de las mujeres árabes en Israel. 
Es madre de tres hijas. Se casó con György Baló, un reportero de la televisión húngara, pero aunque se divorciaron, viven en el mismo edificio, aunque en apartamentos separados. Esto fue así debido a la creencia de Morvai de que "lo mejor para los niños es que ambos padres estén ahí cuando los necesiten".
Después de anunciar su candidatura para las elecciones europeas, Morvai se convirtió en un foco de atención para los medios de comunicación, pero evitó en todo momento las entrevistas con la prensa británica, tras percibir que esta la criticaba. El 7 de junio de 2009 fue elegida, por el partido Jobbik, como diputada del Parlamento Europeo (Miembro del Parlamento Europeo), junto con dos de sus colegas. 
Morvai ha sido identificada como antisemita, especialmente después de haber afirmado que "los llamados orgullosos judíos húngaros debe irse a jugar con sus colitas circuncidadas".

## Libros y artículos
- Gender Discrimination – Related Cases Before the European Commission and Court of Human Rights. = Promoting Human Rights and Civil Society in Central and Eastern Europe. 1995.
- What is Missing the Rhetoric of Choice? UCLA Women’s Law Journal. 1995.
- Magánügy-e a feleségbántalmazás? Belügyi Szemle. 1998/3. 55-71.
- Terror a családban. A feleségbántalmazás és a jog. Budapest, Kossuth Kiadó, 1998.
- KITTI Rettegés és erőszak – otthon Rejtjel Kiadó – ISBN 963-7255-09-5